# Swjatoi Nos
Swjatoi Nos (russisch Свято́й Нос, auf Deutsch etwa „Heilige Nase“) ist die größte Halbinsel im Baikalsee.

## Geographie
Sie liegt in der russischen Republik Burjatien und ragt vom östlichen Ufer aus in den See. Die Halbinsel ist vom Kap Werchneje Isgolowje (etwa „Oberes Kopfende“) im Nordosten bis zum Kap Nischneje Isgolowje („Unteres Kopfende“) im Südwesten  54 km lang, und 20 km breit. Ihre Fläche beträgt 596 km².
Die Halbinsel gehört zum System des Bargusingebirges, das sich nordöstlich des Baikalsees erstreckt, und ragt bis zu einer Höhe von 1898 Metern (nach anderen Angaben 1877 Meter) auf. Der größte Ort auf der Halbinsel ist das Fischer- und Jägerdorf Kurbulik (Kurbylik) im Nordosten. Die relativ flache und sumpfige Landbrücke Cziwyrkujski, die die Halbinsel mit der Ostküste des Baikalsees verbindet, ist an ihrer schmalsten Stelle 7,4 km breit. Auf dem Isthmus liegt der Arangatui-See. Im Norden der Landenge liegt die flache Bucht Chivyrkuyskiy Zaliv, im Süden die größere und tiefe Barguzinskiy Zaliv, die die Halbinsel gegen das Festland abgrenzen.

## Verwaltung
Die Halbinsel gehört zum Rajon Bargusin der Republik Burjatien.

## Naturschutz
Die Halbinsel ist Teil des Transbaikal-Nationalparks (Sabaikalski-Nationalpark).

## Fotos

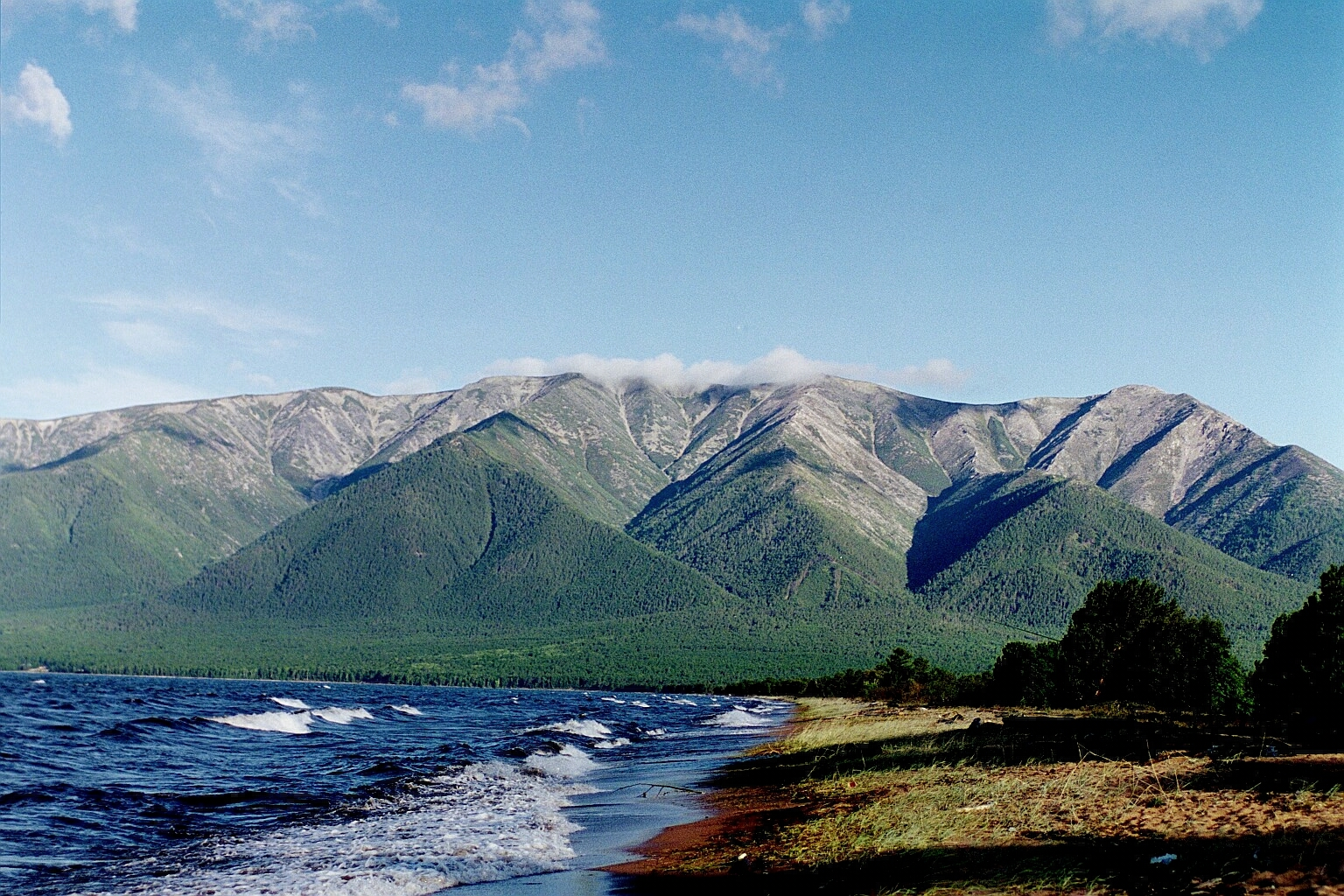
Ostküste des Baikalsees mit der Halbinsel Swjatoi Nos
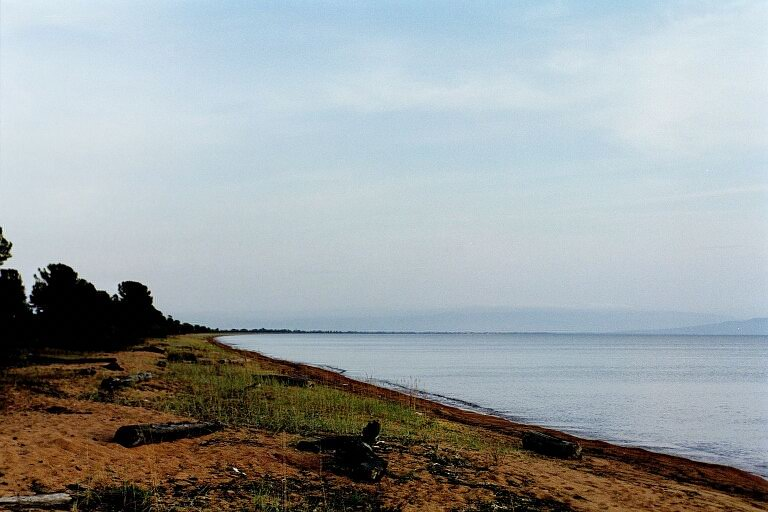
Die flache Landbrücke zur Halbinsel
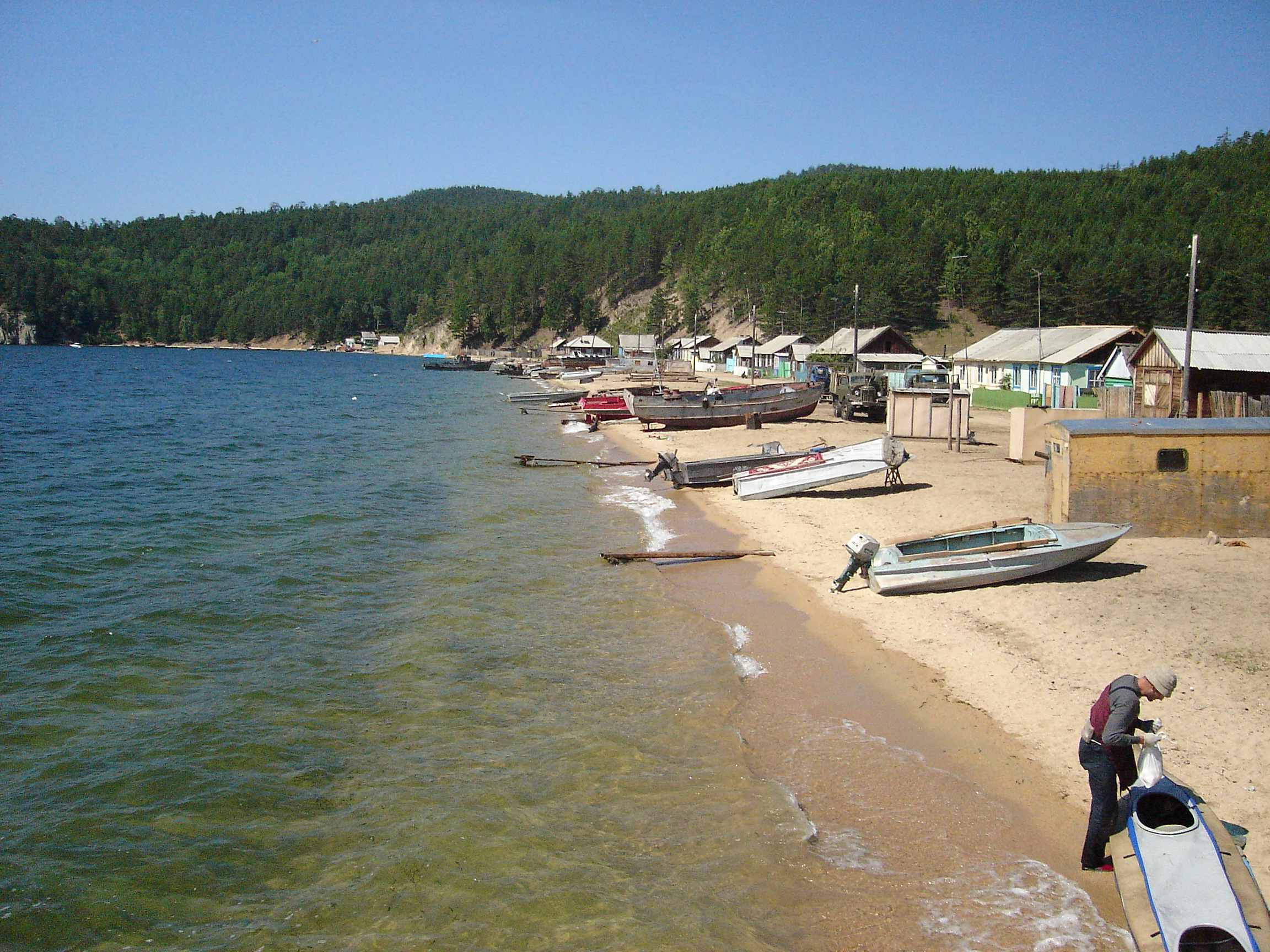
Das Fischerdorf Kurbulik